# Baythorne End
Baythorne End of Baythorn End is een plaats in het Engelse graafschap Essex. Het maakt deel uit van de civil parish Birdbrook. Baythorn End komt in het Domesday Book (1086) voor als 'Babiterna'. Er wordt melding gemaakt van een bevolking van 18 huishoudens en een belastingopbregnst van 2 geld.
Het statige landhuis 'Baythorn Hall', waarvan de oudste delen uit de dertiende eeuw stammen, staat op de Britse monumentenlijst.